# Provincia di Santo Domingo de los Tsáchilas
La provincia di Santo Domingo de los Tsáchilas è una delle ventiquattro province dell'Ecuador, il capoluogo è la città di Santo Domingo, nota anche come Santo Domingo de los Colorados. Il nome della provincia deriva da quello del capoluogo e dall'etnia dei Tsáchila, chiamati in spagnolo anche Colorados.
La provincia è stata creata nell'ottobre 2007 scorporando l'ex cantone di Santo Domingo de los Colorados dalla provincia del Pichincha. Esisteva anche un conflitto con la provincia di Esmeraldas per la giurisdizione del Cantone di La Concordia, che nel 2013 è passato a far parte della provincia di Santo Domingo de los Tsáchilas dopo una consultazione popolare indetta dal presidente Rafael Correa nel febbraio 2012.

## Geografia fisica
La provincia è situata nell'area di transizione dalle pendici occidentali delle Ande alla zona costiera e pianeggiante. Confina a nord ed est con la provincia del Pichincha, a nord-ovest con la provincia di Esmeraldas, ad ovest con quella di Manabí, a sud con la provincia di Los Ríos e a sudest con quella del Cotopaxi.

## Geografia antropica

### Suddivisioni amministrative
La provincia è costituita da due cantoni:
| # | Cantone       | Capoluogo     |
| - | ------------- | ------------- |
| 1 | Santo Domingo | Santo Domingo |
| 2 | La Concordia  | La Concordia  |

Le parrocchie sono 17; 14 sono ubicate nel Cantone di Santo Domingo de los Colorados e 4 nel Cantone di La Concordia:
Santo Domingo
Parrocchie urbane:
- Santo Domingo
- Chiguilpe
- Rioverde
- Abraham Calazacón
- Bombolí
- Río Toachi
- Zaracay

Parrocchie rurali
- San José de Alluriquín
- Puerto Limón
- Luz de América
- Valle Hermoso
- San Jacinto del Búa
- Santa María del Toachi
- El Esfuerzo

La Concordia
Parrocchie Urbane
- La Concordia

Parrocchie rurali
- Las Villegas
- Plan Piloto
- Monterrey.